# Amnézia (emlékezet)
Az amnézia az emlékezeti funkciók kisebb vagy nagyobb mértékű, átmeneti vagy tartós sérülése.

## Fogalma, tünetei
Egyszerű szóval: emlékezetkiesés.
Az emlékezet jelentőségét akkor tudjuk a leginkább értékelni, amikor valamilyen betegség vagy sérülés következtében problémák merülnek fel a működésével kapcsolatban. Többek között azért is nehéz az amnézia objektív leírása, mert nem igazán lehet eldönteni, hogy maga a jelenség egy egységes kórkép, avagy különböző zavarokat foglal magába. Tulajdonképpen az amnéziára jellemző tüneteket nagyon sokféle dolog okozhatja: agysérülés, stroke, agyvelőgyulladás, elektrokonvulzív terápia, sebészeti beavatkozás (pl. a hippokampusz eltávolítása az epilepszia tüneteinek enyhítése végett).

## Osztályozása
A mai napig három különböző megközelítése létezik az amnéziás betegek osztályozásának:
- Etiológiai megközelítés: betegség és/vagy agysérülés következtében fellépő amnézia.
- Lokalizációs megközelítés: az agy sérülés helye alapján történő osztályozás. Előfordulhat két olyan páciens, akiknek egészen más a betegségük, viszont az érintett agyterület azonos → ilyenkor ugyanolyan tüneteik vannak.
- Funkcionális megközelítés: amikor csak bizonyos emlékezeti funkciók nem működnek, és az emlékezet felépítő rendszerek jelentős része ép.

Az osztályozás különbségein túl is több különböző amnéziatípus ismert. Ezek lehetséges kiváltó oka lehet:
- Zárt koponyasérülés: Ha az agy rázkódik a koponyában, a csontos kidudorodások sebeket ejthetnek rajta, leggyakrabban a temporális lebenyen, ami pedig különösen fontos terület a hosszú távú emlékezet működése szempontjából. Ebből 3-féle amnéziás állapot következhet:

1. Poszttraumatikus amnézia (PTA): Eszméletvesztés után fokozatosan tér magához a beteg, és ilyenkor kerülhetnek a PTA fázisába. Nehezére esik követni az eseményeket, tudni, hogy hol van. A zavartság mértéke hullámzó, szigetszerű tiszta állapotokkal.
2. Retrográd amnézia: Az amnéziának az a válfaja, amikor a páciens a betegség/trauma/sérülés következtében az esemény előtti dolgokra nem emlékszik. A legfrissebb emlékeket érinti a legsúlyosabban, jellemzően a feltisztulás után sem emlékeznek a baleset előtti percekre.
3. Anterográd amnézia: Súlyos tanulási zavar, a betegség/trauma/sérülés után történő dolgokat nem tudja észben tartani.

- Pszichogén amnézia: Stressz vagy trauma hatására fellépő, idegrendszeri károsodás nélküli emlékezetzavar.

1. Disszociatív amnézia: a személy képtelen visszaemlékezni egy vagy több olyan eseményre, amelyet trauma vagy stressz kísért.
2. Fuga állapot: ha az egyén kiszakad a megszokott környezetéből, hirtelen képtelen lesz emlékezni a korábbi eseményekre, valamint bizonytalan a személyiségét illetően.
3. Poszthipnotikus amnézia: a személy nem emlékszik arra, hogy mi történt vele a hipnózis alatt, de amennyiben kap egy kulcsingert, nagyon sok minden előhívható.
4. Gyermekkori amnézia: ezt az amnéziát többféleképpen is próbálták magyarázni. Egyfelől Freud úgy gondolta, hogy ezen jelenség mögött is az elfojtás mechanizmusa áll, vagyis hogy a latenciaperiódus előtti emlékeket kiszorítjuk a tudatunkból. A másik elmélet inkább neurológiai megközelítésű, mivel itt inkább arra gyanakszanak, hogy hároméves kor előtt a hippokampusz még nem eléggé fejlett ahhoz, hogy az emlékeket hosszú távon tárolja.

- A globális amnézia az emlékezet teljes elveszítését jelenti. Ez a típusú amnézia egyfajta védekezési mechanizmus, ami traumatikus események után léphet fel, és a poszttraumatikus stressz szindróma (PTSD) az ilyen teljesen elvesztett emlékek nem kívánt, hirtelen, újbóli megjelenését jelenti.

Léteznek olyan betegségek, amelyek amnéziás jegyeket is mutatnak a többi tünet mellett. Például a Korszakov-szindróma, amit az agyban található B1-vitamin hiánya okoz, vagy az Alzheimer-kór, ami az agy általános leépülése, de több más demenciatípus is létezik amnéziás tünetekkel.

## Felépülés
Várhatóan teljes a felépülés, de előfordulhat, hogy a hosszabb távú emlékek nem térnek vissza egyes személyekhez/helyzetekhez/szituációkhoz kapcsolódóan.